# Island i Eurovision Song Contest 2015
Island deltog i Eurovision Song Contest 2015 i Wien, Österrike. Deras inträde valdes via den nationella finalen Söngvakeppnin 2015, som anordnades av den isländska programföretaget RUV.

## Format
Tolv låtar deltog i Söngvakeppnin 2015. Sex låtar tävlade i varje semifinal den 31 januari 2015 och den 7 februari 2015. De tre bästa låtarna från varje semifinal, som valdes av allmänheten genom telefonomröstning, och en joker vald av en jury från de återstående bidragen kvalificerade sig till finalen som ägde rum den 14 februari 2015. Det vinnande bidraget i finalen avgjordes i två röstningsomgångar: den första syftade till att välja ut de två bästa kandidaterna, där 50%  avgjordes av allmänheten och 50% av en jury, och den andra till att avgöra vinnaren, där 100% avgjordes av telefonröstning. Både semifinalerna och finalen hölls på Háskólabíó plats i Reykjavík, värd Ragnhildur Steinunn Jónsdóttir, Guðrún Dís Emilsdóttir och Salka Sól Eyfeld.

## Semifinal 1
Bidragen med guld-bakgrund tog sig vidare.
|   | Artist                  | Sång                    |
| - | ----------------------- | ----------------------- |
| 1 | Erna Hrönn Ólafsdóttir  | "Myrkrið hljótt"        |
| 2 | Hinemoa                 | "Þú leitar líka að mér" |
| 3 | Elín Sif Halldórsdóttir | "I Kvöld"               |
| 4 | Friðrik Dór             | "Í síðasta skipti"      |
| 5 | Stefanía Svavarsdóttir  | "Augnablik"             |
| 6 | Björn og félagar        | "Piltur og stúlka"      |

## Semifinal 2
Bidrag nummer 1 fick wildcard
|   | Artist                 | Sång                |
| - | ---------------------- | ------------------- |
| 1 | Haukur Heiðar Hauksson | "Milljón augnablik" |
| 2 | María Ólafsdóttir      | "Lítil skref"       |
| 3 | Sunday                 | "Fjaðrir"           |
| 4 | Regína Ósk             | "Aldrei of seint"   |
| 5 | Bjarni Lárus Hall      | "Brotið gler"       |
| 6 | Cadem                  | "Fyrir alla"        |

## Finalen
|   | Artist                  | Sång                | Placering |
| - | ----------------------- | ------------------- | --------- |
| 1 | Cadem                   | "Fyrir alla"        | 6         |
| 2 | Sunday                  | "Fjaðrir"           | 5         |
| 3 | Björn og félagar        | "Piltur og stúlka"  | 4         |
| 4 | María Ólafsdóttir       | "Lítil skref"       | 1         |
| 5 | Elín Sif Halldórsdóttir | "Í kvöld"           | 3         |
| 6 | Friðrik Dór             | "Í síðasta skipti"  | 2         |
| 7 | Haukur Heiðar Hauksson  | "Milljón augnablik" | 7         |

## Under Eurovision
Island deltog i den andra semifinalen den 21 maj. De kom inte till final. De hamnade på femtonde plats med 14 poäng.